# 佐野正一
佐野 正一（さの しょういち、1921年（大正10年）1月10日 - 2014年（平成26年）3月20日）は、日本の建築家。大阪市生まれ。建築家安井武雄は岳父。

## 略歴
1942年（昭和17年）に東京帝国大学工学部建築学科を卒業後、鉄道省（当時）に入省、海軍技術将校（建築部門）を経て1945年（昭和20年）に復員、運輸省、国鉄などで勤務。1955年（昭和30年）安井建築設計事務所に入社。1961年（昭和36年）同社社長に就任。その他、日本建築協会名誉会長、大阪府建築士事務所協会会長、日本建築士事務所協会連合会名誉会長、日本建築家協会関西支部顧問、建築審議会委員などを歴任。
2014年3月20日午前8時30分、腎臓疾患のため兵庫県西宮市の病院で死去。93歳没。

## 作品
- 日本国有鉄道新幹線停車場（1964年、東海道新幹線旅客駅として日本建築学会賞作品賞受賞）
- 寿屋山崎工場（現・サントリー山崎蒸溜所。1959年、日本建築学会賞作品賞受賞）
- 大阪国際空港ターミナルビル
- 大阪ターミナルビル（アクティ大阪）
- 九州厚生年金会館（現・アルモニーサンク）
- サントリーホール
- 太陽神戸銀行神戸本部ビル（現・三井住友銀行神戸営業部）
- 大和銀行本店ビル（現・りそな銀行本店ビル）
- 京都競馬場スタンド
- 戸塚カントリー倶楽部クラブハウス
- あいち健康の森健康開発センター
- 東京国立博物館平成館

## 受章
- 1972年（昭和47年）：大阪府知事賞[2]
- 1983年（昭和58年）：建設大臣賞[2]
- 1985年（昭和60年）：藍綬褒章[2]
- 1991年（平成3年）：勲三等瑞宝章[2]
- 2014年（平成26年）：正五位[2]

## 参考資料

### 著書
- 「建築家三代 安井建築設計事務所継承と発展」日刊建設工業新聞社

### その他
- 交詢社 第69版 『日本紳士録』 1986年